# La Désenchantée
La Désenchantée je francouzský dramatický film z roku 1990, který režíroval Benoît Jacquot podle vlastního scénáře. Snímek měl premiéru ve Francii dne 31. října 1990.

## Děj
Středoškolačka Beth žije v Paříži se svou těžce nemocnou matkou a osmiletým bratrem a připravuje se svou maturitní zkoušku z francouzštiny. Rodina je finančně závislá na strýci, který se o Beth až příliš zajímá.

## Obsazení
| Judith Godrèche | Beth       |
| Marcel Bozonnet | Alphonse   |
| Ivan Desny      | strýc      |
| Thérèse Liotard | matka Beth |
| Thomas Salsmann | Rémi       |